# 神谷薰
神谷薰是日本漫畫家和月伸宏的漫畫作品《神劍闖江湖》的女主角。在故事中，神谷薰在東京開設道場，傳授神谷活心流。神谷薰後來收留浪人緋村劍心，逐漸與他發展出濃厚感情。
神谷薰也出現在《神劍闖江湖》系列電影、動畫及相關媒體中，包括大量電子遊戲、OVA。

## 人物創作
和月伸宏說，他未使用特定人物和意圖來設計神谷薰時。他說如果一定要指出一個人物的話，那就是坂本龍馬戀人千葉佐那子。他希望融合池波正太郎的時代小説《劍客生涯》來描述《神劍闖江湖》。根據和月伸宏說法，神谷薰是簡單，普通的女孩。通過第1卷，他認為神谷薰的設計將使《神劍闖江湖》的女性讀者認同。和月伸宏希望能設計出更討人喜歡地、更時尚的神谷薰，但決定淡化這些特質，因為他覺得她需要表達出樸實的特點。和月伸宏形容她的馬尾辮髮型為女孩從事武術的做法。和月伸宏說，他喜歡繪畫神谷薰並用畫筆填滿她的頭髮。在《神劍闖江湖》結尾，神谷薰展現出新的髮型。和月伸宏覺得神谷薰沒有馬尾辮就不像原來的她，但她原來的髮型不太會出現在一位母親身上，所以他創造出這個新造型 。
一些女性讀者告訴和月伸宏，他們無法判斷神谷薰是否為一位武術家，而和月伸宏回應說「神谷薰的刀術完全超過同齡人所能企及之水準；可以輕鬆對付許多城市中的道場高手，可見她至少能傲視全國」。雖然她的戰鬥能力明顯不如相樂左之助與緋村劍心。
在漫畫第7卷中，和月伸宏提到由於《神劍闖江湖》劇情各種衝突，故事採取更多的成人風格，但也受到少女漫畫影響。在一系列的劇情發展後，和月伸宏決定神谷薰要在故事結束前死去。不過，他後來決定讓神谷薰繼續活著，因為他希望故事有一個圓滿的結局 ，而且漫畫讀者是年輕人為主，這也是受到以前漫畫的大團圓結局影響。他相信故事的主題將不是復仇。和月伸宏也對年少讀者道歉，當中有些人認為神谷薰已經死去，並對此提出批評。

## 出場

### 神劍闖江湖
神谷薰從失蹤的父親繼承劍道和在東京一個小型道場，作為代理師範傳授神谷活心流。傳聞她的父親於西南戰爭中為了保護同伴殉職。之後她獨自經營道場，雖然沒有任何學生；直到緋村劍心出現，幫助她重振道場。她個性獨立，佔有欲強，富有同情心、勇敢、好勝、意志堅強，是出色的武術家。神谷薰烹調料理的技術很糟，也能夠看到對方優點。在故事開頭，她正在尋找殺手拔刀齋，並因此被緋村劍心搭救。
每當另一個女角接近緋村劍心時，神谷薰都會忍不住忌妒。神谷薰第一位學生是明神彌彥 ；曾是東京士族；父母雙亡後淪為扒手。
當明治政府要求劍心殺死前志志雄真實後，劍心與神谷薰離別後離開東京，前往京都。劍心離開後，薰非常沮喪，但很快拿出勇氣前往京都，準備與劍心相見。她之後與卷町操合作擊敗十本刀本條鐮足。
神谷薰與緋村劍心回到東京，發現雪代緣的復仇計劃。然而，實際上雪代緣的目的不是緋村劍心，而是神谷薰。雪代緣綁架薰並留下她的身體複製品，讓緋村劍心以為未能挽救神谷薰而自暴自棄。緋村劍心最終發現神谷薰沒有死，於是順利打倒雪代緣。神谷薰和緋村劍心最終結婚，有一個兒子名為劍路。

### 其他媒體
在《神劍闖江湖：星霜編》中，緋村劍心與神谷薰結婚後決定再次流浪，每隔幾年才回家。緋村劍心罹患未知的疾病。劍心答應明治政府幫助人們，參加甲午戰爭，但是於中國失去記憶。最後相樂左之助找到他並幫助緋村劍心回到日本，最後緋村劍心死於神谷薰的懷抱之中，十字疤隨之消失。
在1992年《神劍闖江湖》原本故事中，神谷薰是高荷惠和明神彌彥的姊妹。和月伸宏改變故事細節。
神谷薰也出現在所有神劍闖江湖視頻遊戲，但是大多數都是配角，包括《Jump Super Stars》和《Jump Ultimate Stars》等遊戲。
在《浪客劍心─特筆版》中，神谷薰為了重建道場而替武田觀柳工作。劍心打敗武田觀柳後，她繼續生活在道場。
此外，武井咲在真人電影《神劍闖江湖》、《神劍闖江湖 京都大火篇》 、《浪客劍心：傳說的最後時刻篇》、《浪客劍心 最終章 The Final》和《浪客劍心 最終章 The Beginning》中扮演神谷薰。

## 反應
神谷薰與《神劍闖江湖》其他角色非常受到讀者歡迎，每年受歡迎角色調查大都位居第四名和第五名之間。
和月伸宏認為櫻井智在CD廣播劇聲音「不會太沒頭腦，也不會太高或太低」。
許多神谷薰系列商品也已經於市面販售，包括絨毛玩具、鑰匙扣 、止汗帶。聲優藤谷美紀接受訪問時評論OVA中的神谷薰是一個勇敢的女人，與原來的版本完全不同。
在《神劍闖江湖》官方調查中，她的受歡迎度名列第五 。
神谷薰設計在漫畫，動畫，視頻遊戲和其他媒體有良好的反應。T.H.E.M.動漫評論作家卡洛斯·羅斯稱薰為充滿活力的女孩 。梅根·拉維認為漫畫版的神谷薰比動畫版聰明的多。
在About.com八大動漫愛情故事中，神谷薰和緋村劍心位列第八。凱瑟琳·路德認為它是經典愛情故事。
神谷薰在《神劍闖江湖》OVA系列獲得很多負面的反應。IGN評論家埃弗拉·迪亞茲指出，緋村劍心與神谷薰的一些私人時刻感人，有些則令人沮喪。Anime News Network邁克·Crandol評論說，神谷薰的視覺設計至少在《神劍闖江湖》OVA系列獲得成功，展現出與眾不同的少女魅力，使她看起來像雪代巴。